# Heide (Gemeinde Waldhausen)
Heide ist eine Rotte in der Marktgemeinde Waldhausen im Bezirk Zwettl in Niederösterreich. 2025 gab es hier fünf Wohnadressen.

## Geschichte
Der Ort entstand nach 1850 auf den Gründen des Lepanzermaurerfeld nordwestlich der Marktgemeinde. Seit 1978 ist sie offizieller Teil der Marktgemeinde Waldhausen.